# 巫山帚菊
巫山帚菊（学名：Pertya tsoongiana）是菊科帚菊属的植物，是中国的特有植物。分布在中国大陆的四川等地，生长于海拔300米至700米的地区，一般生长在坡地，目前尚未由人工引种栽培。